# Alfred Hochedlinger
Alfred Hochedlinger (* 17. April 1963) ist ein österreichischer Religions- und Musikpädagoge sowie Kirchenmusiker und Komponist.

## Ausbildung und Beruf
Hochedlinger absolvierte nach der Matura an der Bundeshandelsakademie Perg (1983) in den Jahren 1983 bis 1986 die Ausbildung zum Religionslehrer für Pflichtschulen an der Religionspädagogischen Akademie der Diözese Linz.
Er erhielt Orgelunterricht bei Wolfgang Fürlinger (Orgelunterricht), der sein Interesse an Kirchenmusik sowie die Lust zu Improvisation und Komposition förderte, und wurde von Anton Reinthaler zum Chorleiter ausgebildet.
Der Diplompädagoge übt seinen Beruf als Religionslehrer in der Volksschule Mauthausen aus. Bis 1989 war er als Mitarbeiter der Diözese Linz Jugendleiter für den Dekanat Perg  und bis 1995 für die Pfarre Mauthausen.  Seit 1993 ist er Musikerzieher für Religionslehrer an der Pädagogischen Hochschule der Diözese Linz mit den Fächern Gesang im Religionsunterricht, Musikalisches Gestalten und Liturgie musikalisch-künstlerisch gestalten.
Sein Engagement in der Pfarre umfasst neben pastoralen Aufgaben die Öffentlichkeitsarbeit und die Kirchenmusik. Er ist Organist in der Pfarrkirche Mauthausen und leitet den von ihm 1981 gegründeten Chor der Pfarre Mauthausen (CPM) viva musica. Zahlreiche seiner Chorkompositionen wurden mit dem Ensemble erarbeitet und erstmals der Öffentlichkeit vorgestellt.
Das von Kurt Lettner gemeinsam vom Singkreis Mauthausen und dem Jugendchor der Pfarre Mauthausen unter der Leitung Hochedlinger auf Tonträgern veröffentlichte Gedenkkonzert 50 Jahre Befreiung KZ-Mauthausen erlangte vor allem auf Grund der Thematik überregionale Rezeption.
Hochedlinger beschäftigt sich intensiv mit Kirchenmusik aller Epochen, besonders aber mit den neuen geistlichen Liedern. Vorbilder für sein kompositorisches Schaffen sind, neben den Meistern der Klassik, unter anderem der Begründer des Sacropop Peter Janssens und der britische Komponist und Dirigent John Rutter.
Die Veröffentlichung seiner Werke erfolgt teilweise bei Verlagen wie dem  Carus-Verlag, Stuttgart, dem Coppenrath Verlag, Altötting, dem Musikverlag Doblinger, Wien, dem Helbling Verlag, Innsbruck, der Buchhandlung Heyn, Klagenfurt am Wörthersee oder dem Strube-Verlag, München, großteils jedoch im Eigenverlag.

## Auszeichnungen
- Silbernes Ehrenzeichen und Note in Silber des Österreichischen Sängerbundes[9]
- Silbernes und Goldenes Ehrenzeichen der Marktgemeinde Mauthausen,
- Ingrid Steininger Kulturförderpreis der Marktgemeinde Mauthausen gemeinsam mit dem Chor der Pfarre Mauthausen und Werner Wöckinger für die Kantate Homo homini lupus (2010)[10]

## Werke (Auswahl)
Hochedlinger hat geistliche Musik für Chor a cappella und mit Begleitung bis hin zum Orchester geschaffen, darunter acht Messen und zehn Psalmvertonungen, mehr als einhundert Neue Geistliche Lieder für Schule und Gottesdienst, mehr als achtzig Advent- und Weihnachtslieder, drei Kindermessen, diverse Schulmusik, Theatermusik und Musik zur Thematik des Holocaust:

### Neue Geistliche Lieder
- Der Herr ist mein Hirte
- Der Herr segne und behüte Dich
- Sage, wo ist Bethlehem
- Alles, was das Leben stört
- Freut euch alle, Jesus lebt
- Du bist ein Geschenk des Himmels
- Einander verstehen
- Brot und Wein sind Zeichen
- Die Wunder von damals
- Geboren ist das Kind zur Nacht
- Heilige Menschen
- Sankt Nikolaus, dich rufen wir
- Jesus Menschenbruder
- Lobet, preiset, singet ein Lied
- Segne dieses Kind
- Seht das Brot

### Große Psalmvertonungen
- Ich will die rühmen, Herr (Psalm 18)
- Die Himmel rühmen die Herrlichkeit Gottes (Psalm 19)
- Der Herr ist mein Hirte (Psalm 23)
- Zu Dir, Herr, erhebe ich meine Seele (Psalm 25)
- Der Herr ist mein Licht und mein Heil (Psalm 27)
- Wie schön ist es, dem Herrn zu danken (Psalm 92)
- Jauchzt vor dem Herrn, alle Länder der Erde (Psalm 100)
- Ich hebe meine Augen auf zu den Bergen (Psalm 121)
- Du umschließt mich von allen Seiten (Psalm 139)
- Lobet Gott in seinem Heiligtum (Psalm 150)

### Messen
- Deutsche Messe in F, uraufgeführt (UA) 1991
- Deutsche Messe Nr. 2 (UA 1992)
- Sankt Nikolaus Messe (UA 1992)
- Sankt Hubertus Messe (UA 1995)
- Ein Leuchten lag über der Welt. Weihnachtsmesse (UA 1995)
- In dieser Nacht erschien das Heil. Weihnachtsmesse (UA 2003)
- Missa in honorem Sancti Floriani (UA 2004)
- Heute ist euch der Heiland geboren. Weihnachtsmesse (UA 2007)
- Messe „So weit der Himmel ist“ (UA 2014)
- Messe „In unserer Mitte“ (UA 2015)

### Motetten
- Resurrexit sicut dixit (UA 2014)

### Kindermessen, Kinderlieder, Schulmusik
- Mauthausener Kindermesse
- Kindermesse „Lebensquell“
- Kindermesse „Mittelpunkt“
- Kindermesse „angenommen“
- Singen ist cool
- Meine Oma
- Weihnachtsgeschichte in Liedern
- Still, still, stille Zeit
- Zünd an das erste Licht

### Kantaten
- Homo monini lupus. Über das Leben, Leiden und die Befreiung im Konzentrationslager Mauthausen (UA 2007/2010)
- Vom Leuchten zart berührt. Weihnachtskantate (UA 2014)

### Bühnenwerke, Theatermusik
- Die Mordlotterie (Text: Werner Wöckinger)
- Alles Märchen (Text: Werner Wöckinger)
- Das Spiel unterm Galgen (Text: Leopold Wandl)

### Instrumentalmusik
- Rhapsodia super „Veni creator spiritus“ (UA 2013)

## Publikationen
Neben zahlreichen Veröffentlichungen im Eigenverlag wurden mehrere Kompositionen und Sammlungen  über Verlage veröffentlicht:
- Du bleibst auf ewig, Stuttgart 2009
- Du umschließt mich von allen Seiten, Stuttgart, 2009
- Ich hebe meine Augen auf zu den Bergen, Stuttgart, 2009
- Ich will dich rühmen, Herr, Stuttgart, 2008
- Jauchzt vor dem Herrn, alle Länder der Erde, Stuttgart, 2008
- Wie schön ist es, dem Herrn zu danken, Stuttgart 2008
- Der Herr ist mein Hirte, Stuttgart 2007
- Great day: 11 Spirituals für gemischten Chor, Innsbruck, 1994, 2000
- Ein Leuchten lag über der Welt, Klagenfurt 1998, 2000

## Aufsätze
- Pfarrkirche zum Hl. Nikolaus in Mauthausen, Band 394, „Christliche Kunststätten Österreichs“, Salzburg, 2003
- Die Mauracher-Orgel (1897 bis 2000) und Zur Geschichte der Kirchenmusik in der Pfarrkirche St. Nikolaus zu Mauthausen, in: Mauthausner Orgelfestschrift 2000, Mauthausen, 2000